# كيث سوليفان
كيث سوليفان (بالإنجليزية: Keith Sullivan)‏ هو لاعب دارت أسترالي، ولد في 5 مايو 1950 في ملبورن في أستراليا.

## وصلات خارجية
- كيث سوليفان على موقع DartsDatabase.co.uk (الإنجليزية)